# N65 (België)
De N65 is een gewestweg in de Belgische provincie Luik. Deze weg vormt de verbinding tussen Borgworm en Hoei.
De totale lengte van de N65 bedraagt 19,5 km.

## Plaatsen langs de N65
- Borgworm
- Faimes
- Viemme
- Aineffe
- Chapon-Seraing
- Villers-le-Bouillet
- Hoei